# Cổng Mặt Trời

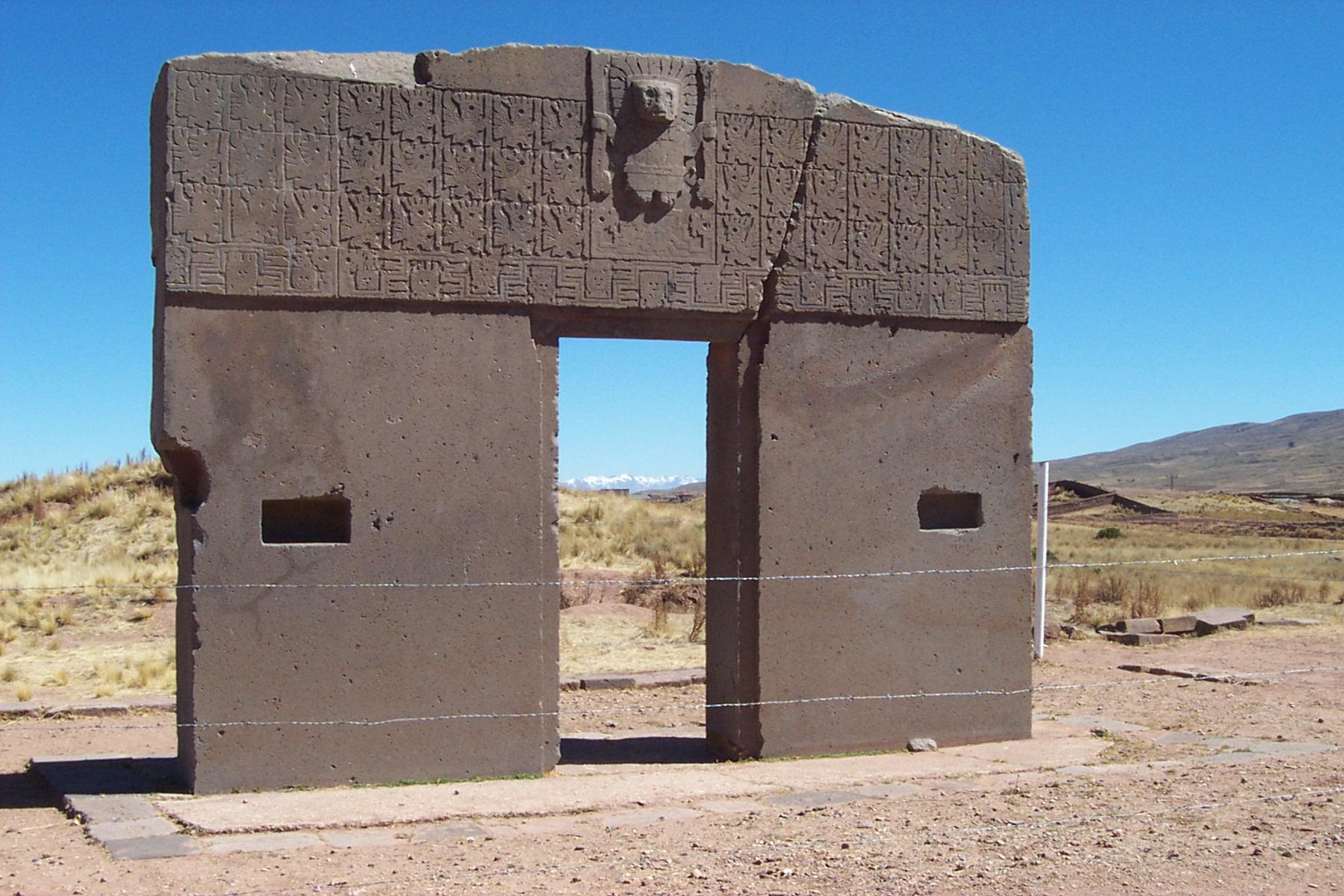
"Cổng Mặt Trời"

Cổng Mặt Trời là một cổng vòm bằng đá hoặc khối đá khổng lồ được xây dựng bởi nền văn hóa Tiwanaku cổ đại của Bolivia.
Nó nằm gần hồ Titicaca vào khoảng 12.549,2 ft (3.825,0 m) trên mực nước biển gần La Paz, Bolivia. Vật thể này có chiều cao khoảng 9,8 ft (3,0 m) và rộng 13 ft (4,0 m), và được xây dựng từ một mảnh đá duy nhất. Trọng lượng ước tính là 10 tấn. Khi được khám phá bởi các nhà thám hiểm châu Âu vào giữa thế kỷ XIX, cự thạch đang nằm ngang và có một vết nứt lớn xuyên qua nó. Nó hiện đang đứng ở vị trí mà nó đã được tìm thấy, mặc dù người ta tin rằng đây không phải là vị trí ban đầu của nó, nhưng cũng không chắc chắn.
Mặc dù đã có nhiều cách giải thích hiện đại về các chữ khắc bí ẩn được tìm thấy trên vật thể, các chạm khắc trang trí trên cổng được cho là có ý nghĩa về thiên văn hoặc chiêm tinh và có thể phục vụ cho mục đích làm lịch.

## Thư viện ảnh

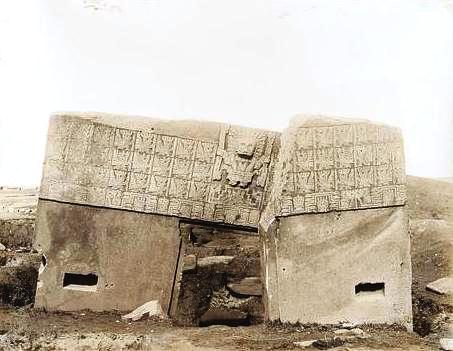
Cổng Mặt Trời (1903).
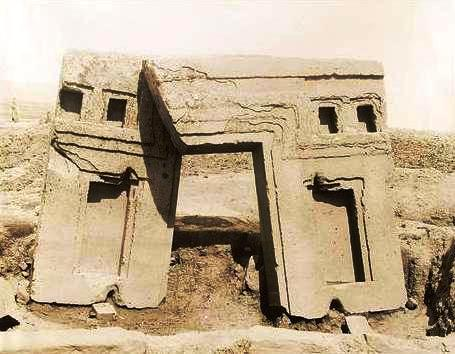
Cổng Mặt Trời, mặt sau (1903).
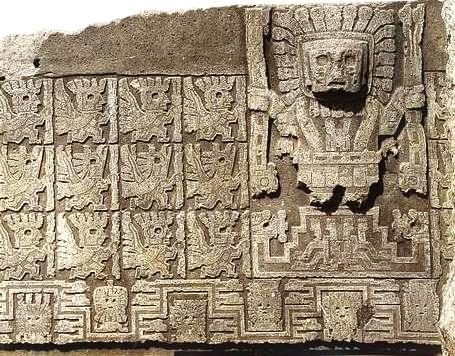
Chi tiết Cổng Mặt Trời (1903).
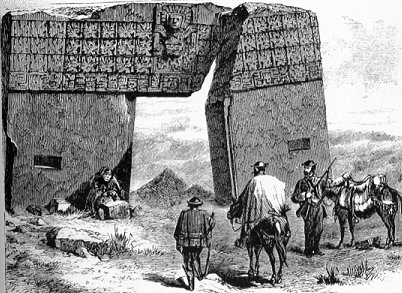
Mô tả bởi Ephraim Squier năm 1877. Quy mô được phóng đại trong bản vẽ này.